# Tissintita
La tissintita és un mineral de la classe dels silicats que pertany al subgrup dels clinopiroxens. Rep el nom del meteorit de Tissint, recollit al Marroc el 2011.

## Característiques
La tissintita és un inosilicat de fórmula química (Ca,Na,◻)AlSi₂O₆. Va ser aprovada com a espècie vàlida per l'Associació Mineralògica Internacional l'any 2013, sent publicada per primera vegada el 2019. Cristal·litza en el sistema monoclínic, i és l'anàleg de calci de la jadeïta.
Els exemplars que van servir per a determinar l'espècie, el que es coneix com a material tipus, es troben a les seccions ut1 i ut2 del meteorit Tissint depositades a la col·lecció de meteorits del Museu McClung d'Història Natural i Cultura de la Universitat de Tennessee, als Estats Units.

## Formació i jaciments
Va ser descoberta al meteorit de Tissint, un meteorit marcià que va caure al Marroc el 18 de juliol de 2011. També ha estat descrita en altres dos meteorits: el NWA 8003 i el NWA 10658, ambdós recollits al nord-oest d'Àfrica.